# Suemus tibelloides
Suemus tibelloides är en spindelart som beskrevs av Lodovico di Caporiacco 1947. Suemus tibelloides ingår i släktet Suemus och familjen snabblöparspindlar. Inga underarter finns listade i Catalogue of Life.